# Црква Покрова Пресвете Богородице у Белановици
Црква Покрова Пресвете Богородице у Белановици, Општина Љиг, подигнута је 1864. године.

## Историја
На месту садашњег храма некада је била црква брвнара пренета из села Шутаца, тзв. шутачка црква која је била активна све до 1864. године, када је на овом месту подигнута садашња грађевина. Шутачка црква брвнара је те године пренета у село Јарменовци, где се и данас налази. Западно, на неколико метара од главног улаза, налази се ограђен простор који обележава место где се налазио олтар старе шутачке цркве са “стубом светог престола”, јединим материјалним остатком који сведочи о њеном негдашњем постојању на овом месту. Нова белановачка црква, посвећена је Покрову Пресвете Богородице, лоцирана је на брежуљку југоисточно од насељеног места. Својом локацијом доминира околином тако да је видљива са свих страна, изузев са јужне, јер је заклоњена високим шумовитим брдом.

## Изглед цркве
То је једнобродна пространа грађевина сазидана од чврстог материјала, типа храмова рађених под утицајем војвођанских цркава 18. века и 19 века. Унутрашњи простор јој је подељен на три травеја који су засведени са крстастим сводом. На западној страни са леве и десне стране од улаза налазе се две простране нише (у левој су смештене спиралне степенице којима се пење на галерију и звоник који су изнад припрате). Централни простор нема наглашене певнице, док пространи олтар има истакнуте нише за проскомидију и ђаконикон (апсидални зид је полукружан). Унутрашњост главне грађевине непримерно је поплочана црно-белим керамичким плочицама. Из црквеног летописа се сазнаје да су постављене 1936. године на место камених плоча.
Споља црква има богато обрађене фасаде. На западној, истиче се главни портал са наглашеним стубовима спојеним луком и забатом изнад. Поред главног портала, на храму су и два споредна, јужни и северни чија је конструкција слична оној на западној страни. У врху западне фасаде је шестостран звоник готичке конструкције са отворима изнад који су преломљени луци. Сама конструкција звоника није најсрећније изабрана јер се не уклапа својом архитектуром у остали део грађевине. Појава готских конструктивних елемената на једној грађевини у Србији друге половине 19. века објашњава се чињеницом да су градитељи овог храма потицали из Далмације. Изнад главног портала је мања розета без украса. По две розете, од којих је по једна “слепа”, налазе се на бочним странама припрате. У врху, дуж свих фасадних зидова, тече низ слепих аркада, изнад кога је наглашен хоризонтални венац. Простране зидне површине разбијају по два велика прозорска отвора на бочним странама, а на апсидалном зиду централни отвор и по два мања на нишама ђаконикона и проскомидије. Све фасаде расчлањене су вертикално плитким пиластрима који у врху имају украсе у облику стилизованог лишћа. Грађевина је покривена кровом на две воде са лимом као прекривачем, док је олтар прекривен бибер црепом.
Белановачка црква има иконостасну преграду бојену у плаво са осам стубова богато обрађених капитела. Изнад стубова су ступци са дуборезном декорацијом (у првој зони су стилизоване шкољке, а у другој стилизовано лишће). Иконостасна преграда је хоризонтално расчлањена на зоне. Иконе је сликао сликар Милисав Марковић 1906. године.